# 李人儀
李人儀（1417年—？年），字士傑，四川重慶府榮昌縣人，軍籍，治《禮記》，年三十五歲中式景泰二年辛未科第三甲第一百名進士。七月初一日生，行三，曾祖李和輕；祖李世用；父李淵，直隸碭山縣縣丞；前母李氏；戴氏。慈侍下，妻張氏，兄人脩；人佶。由府學生中式四川鄉試第十名舉人，會試中式第四十九名。